# Almir Franco de Lima
Almir Franco de Lima, meglio noto con lo pseudonimo Miral (San Paolo, 19 ottobre 1957), è un ex giocatore di calcio a 5 brasiliano.

## Carriera
Utilizzato nel ruolo di pivot, Miral ha giocato a livello di club nel Residência di San Paolo. In nazionale ha partecipato a l campionato mondiale inaugurale in Brasile nel 1982 dove la nazionale verdeoro vinse il titolo di campione del mondo.